# Assia Slimane
Pour les articles homonymes, voir Slimane.
Assia Slimane, née le 11 mars 1986, est une haltérophile algérienne.

## Carrière
Assia Slimane est médaillée de bronze à l'arraché et au total dans la catégorie des moins de 75 kg aux championnats d'Afrique 2013 à Casablanca. 